# Paris at Midnight
Paris at Midnight è un film muto del 1926 diretto da E. Mason Hopper. L'adattamento del romanzo Papà Goriot di Honoré de Balzac è firmato da Frances Marion. Protagonisti del film Jetta Goudal, Lionel Barrymore ed Émile Chautard.
Il romanzo era stato portato sullo schermo già nel 1910 con un film francese, Le Père Goriot, diretto da Armand Numès e, nel 1915, da Travers Vale che aveva diretto Père Goriot con Edward Cecil.

## Produzione
Il film fu prodotto dalla Metropolitan Pictures Corporation of California.

## Distribuzione
Distribuito dalla Producers Distributing Corporation (PDC), il film uscì nelle sale cinematografiche USA il 18 aprile 1926.